# Роберт Родрігес
Ро́берт Е́нтоні Родрі́гес (англ. Robert Anthony Rodriguez; нар. 20 червня 1968, м. Сан-Антоніо, штат Техас, США) — американський кінорежисер, продюсер, сценарист, оператор та композитор.

## Біографія
Народився 20 червня 1968 в багатодітній мексиканській сім'ї (3-тя дитина з 8 дітей). Мати — медсестра, батько — продавець.
У 1991, у 23 роки, він отримав $3 000 за медичні експерименти над собою і, скооперувавшись зі своїм другом Карлосом Гальярдо, який додав $4 000 за продаж ділянки землі, за 14 днів зняв фільм «Музикант» іспанською мовою. В ICM побачили цей фільм і уклали в 1993 році з Робертом контракт. Незабаром вийшла голлівудська адаптація фільму — «Відчайдушний». Незадовго до цього Роберт познайомився з режисером Квентіном Тарантіно. Останній знявся в епізоді «Відчайдушного», після чого режисери тісно спілкуються і беруть участь в спільних проєктах (як співрежисери в «Чотирьох кімнатах» і «Грайндхаусі»).
Рано одружився з Елізабет Авеллан, теж із багатодітної сім'ї. За час спільного життя (1990—2006) у пари народилося п'ятеро дітей. До розлучення подружжя проживало в Остіні, штат Техас, де Родрігес продовжував знімати фільми.
Занесений у Книгу рекордів Гіннеса як найрізнобічніший діяч кінематографу: (режисер, сценарист, продюсер, композитор, оператор, художник зі спецефектів тощо.

## Фільмографія
| Рік  | Назва                                          | Оригінальна назва                              | Режисер | Продюсер | Сценарист | Композитор | Оператор | Монтаж |
| ---- | ---------------------------------------------- | ---------------------------------------------- | ------- | -------- | --------- | ---------- | -------- | ------ |
| 1991 | Узголів'я (короткометражка)                    | Bedhead                                        | Так     | Так      | Так       | Так        | Так      | Так    |
| 1992 | Музикант                                       | El Mariachi                                    | Так     | Так      | Так       |            | Так      | Так    |
| 1994 | Гонщики                                        | Roadracers                                     | Так     |          | Так       |            |          | Так    |
| 1995 | Відчайдушний                                   | Desperado                                      | Так     | Так      | Так       |            |          | Так    |
| 1995 | Чотири кімнати                                 | Four Rooms                                     | Так     |          | Так       |            |          | Так    |
| 1996 | Від заходу до світанку                         | From Dusk till Dawn                            | Так     |          |           |            |          | Так    |
| 1998 | Від заходу до світанку 2: Криваві гроші Техасу | From Dusk Till Dawn 2: Texas Blood Money       |         | Так      |           |            |          |        |
| 1998 | Факультет                                      | The Faculty                                    | Так     |          |           |            |          | Так    |
| 1999 | Від заходу до світанку 3: Донька ката          | From Dusk Till Dawn 3: The Hangman's Daughter  |         | Так      | Так       |            |          |        |
| 2001 | Діти шпигунів                                  | Spy Kids                                       | Так     | Так      | Так       | Так        |          | Так    |
| 2002 | Діти шпигунів 2: Острів несправджених надій    | Spy Kids 2: The Island of Lost Dreams          | Так     | Так      | Так       | Так        | Так      | Так    |
| 2003 | Одного разу в Мексиці                          | Once Upon a Time in Mexico                     | Так     | Так      | Так       |            | Так      | Так    |
| 2003 | Діти шпигунів-3D: Кінець гри                   | Spy Kids 3-D: Game Over                        | Так     | Так      | Так       | Так        | Так      | Так    |
| 2004 | Вбити Білла. Фільм 2                           | Kill Bill Vol. 2                               |         |          |           | Так        |          |        |
| 2005 | Пригоди Шаркбоя і Лави                         | The Adventures of Sharkboy and Lavagirl in 3-D | Так     | Так      | Так       | Так        | Так      | Так    |
| 2005 | Місто гріхів                                   | Sin City                                       | Так     | Так      |           | Так        | Так      | Так    |
| 2007 | Доказ смерті                                   | Death Proof                                    |         | Так      |           |            |          |        |
| 2007 | Планета страху                                 | Planet Terror                                  | Так     | Так      | Так       | Так        | Так      | Так    |
| 2009 | Чарівний камінь                                | Shorts                                         | Так     | Так      | Так       | Так        | Так      | Так    |
| 2010 | Хижаки                                         | Predators                                      |         | Так      |           |            |          |        |
| 2010 | Мачете                                         | Machete                                        | Так     | Так      | Так       |            |          | Так    |
| 2011 | Діти шпигунів 4D                               | Spy Kids 4: All the Time in the World          | Так     |          | Так       |            |          | Так    |
| 2013 | Мачете вбиває                                  | Machete Kills                                  | Так     | Так      |           |            | Так      | Так    |
| 2014 | Місто гріхів 2                                 | Sin City: A Dame to Kill For                   | Так     | Так      | Так       |            |          | Так    |
| 2019 | Аліта: Бойовий янгол                           | Alita: Battle Angel                            | Так     |          |           |            |          |        |
| 2020 | Ми можемо бути героями                         | We Can Be Heroes                               | Так     | Так      | Так       |            | Так      | Так    |
| 2023 | Гіпнотик                                       | Hypnotic                                       | Так     | Так      |           | Так        | Так      | Так    |